# Marie Sauvet
Pour les articles homonymes, voir Yacoub.
Marie Sauvet, également connue sous les noms de Marie Yacoub et Marie de Malicorne, née le 5 février 1953 à Meudon, est une chanteuse et musicienne française, membre fondateur du groupe Malicorne. Elle a été mariée à Gabriel Yacoub.

## Parcours

### 1973: l'expérimentation avecPierre de Grenoble
S'entourant de musiciens de talent (dont Dan Ar Braz), Marie et Gabriel Yacoub enregistrent au printemps 1973 l'album expérimental Pierre de Grenoble par lequel le couple revisite le répertoire traditionnel. Sorti en octobre 1973, le succès immédiat et inattendu de ce « coup d'essai » sera à l'origine du renouveau des musiques traditionnelles en France,.

### 1973-1988: l'aventure Malicorne
Avant même la sortie de Pierre de Grenoble, Gabriel et Marie Yacoub fondent Malicorne le 5 septembre 1973 en compagnie de deux autres musiciens, Laurent Vercambre et Hughes de Courson. Interprétant d'une manière originale, personnelle et actuelle des airs et chansons empruntés au répertoire traditionnel, le groupe connaît le succès tout au long des années 1970 avec la publication d'une dizaine d'albums — dont l'emblématique Almanach publié en 1976 et vendu à plus de 500 000 exemplaires[réf. nécessaire] dans le monde à ce jour — jusqu'à sa première séparation en 1981.

### 1982-2008: l'après Malicorne
Après l'aventure Malicorne, Marie Sauvet ne se lance pas dans une carrière solo mais poursuit son activité dans le monde de la musique pendant 26 ans, de 1982 à 2008, en tant que directrice artistique chez EMI et responsable de la division Musiques du Monde de Virgin Music France. 
Elle remonte sur scène aux côtés de Gabriel Yacoub à l'occasion d'un concert réunissant pour la première fois le Trio Gabriel Yacoub et le trio La Bergère le 24 janvier 2004 à la Maison pour tous de Chatou. 

### 2010: la reformation exceptionnelle de Malicorne
Le 15 juillet 2010, Marie Sauvet participe au concert exceptionnel de reformation de Malicorne dans sa configuration originelle, donné dans le cadre des Francofolies de La Rochelle. Gabriel Yacoub accueille Marie sur scène comme "une de ses amies les plus anciennes et les plus chères". 

### 2011-2017: de Gabriel et Marie de Malicorne à Malicorne
En novembre 2011, le couple fondateur Gabriel Yacoub et Marie Sauvet forme avec quatre nouveaux musiciens un nouveau groupe sous le nom de Gabriel et Marie de Malicorne,. Le 20 septembre 2012, le nouveau groupe devient simplement Malicorne. Après 5 ans de tournée,  Malicorne donne le 12 août 2017 son ultime concert sur la grande scène du Festival du chant de marin de Paimpol.

## Discographie / Vidéographie

### Albums solo pré-Malicorne
- 1973 : Pierre de Grenoble (album studio sous le nom de Gabriel & Marie Yacoub).

### Albums / DVD de Malicorne
- 1974 : Malicorne 1 (Colin) (album studio).
- 1975 : Malicorne 2 (Le Mariage anglais) (album studio).
- 1976 : Almanach (album studio).
- 1977 : Malicorne 4 (Nous sommes chanteurs de sornettes) (album studio).
- 1977 : Quintessence (compilation, première époque 1974-1977).
- 1978 : L'Extraordinaire Tour de France d'Adélard Rousseau, dit Nivernais la clef des cœurs, Compagnon charpentier du devoir (album studio).
- 1979 : En public (album live, enregistrement partiel des concerts des 2 et 3 décembre 1978 au El Casino de Montréal).
- 1979 : Le Bestiaire (album studio).
- 1981 : Balançoire en feu (album studio).
- 1986 : Les Cathédrales de l'industrie (album studio).
- 1989 : Légende, deuxième époque (compilation, deuxième époque 1978-1986; réédité en 2004 par le label Le Roseau avec une liste de chansons comportant quelques titres différents).
- 1996 : Vox (compilation de chansons interprétées uniquement a cappella).
- 2005 : Marie de Malicorne (compilation de chansons interprétées uniquement par Marie).
- 2011 : Concert exceptionnel aux Francofolies de La Rochelle (album live et DVD des enregistrements du concert du 15 juillet 2010).

### Albums de Gabriel Yacoub
Collaboration aux deux premiers albums solo de Gabriel Yacoub :
- 1978 : Trad. Arr. (album studio sous le nom de Gabriel Yacoub exclusivement composé de traditionnels).
- 1987 : Elementary Level of Faith (1er album studio composé par Gabriel Yacoub).

### Albums non-Malicorne
- Anthologie de la chanson française (1992-1994) (EPM) (compilation) : Chansons rituelles - Rites, Magies et Miracles (chanson La Passion de Jésus-Christ en duo avec Gabriel Yacoub).
- Anthologie de la chanson française (1992-1994) (EPM) (compilation) : Chansons de femmes - La Condition féminine (chanson La Vieille Fille - Anjou).